# デニス・トライデント・2

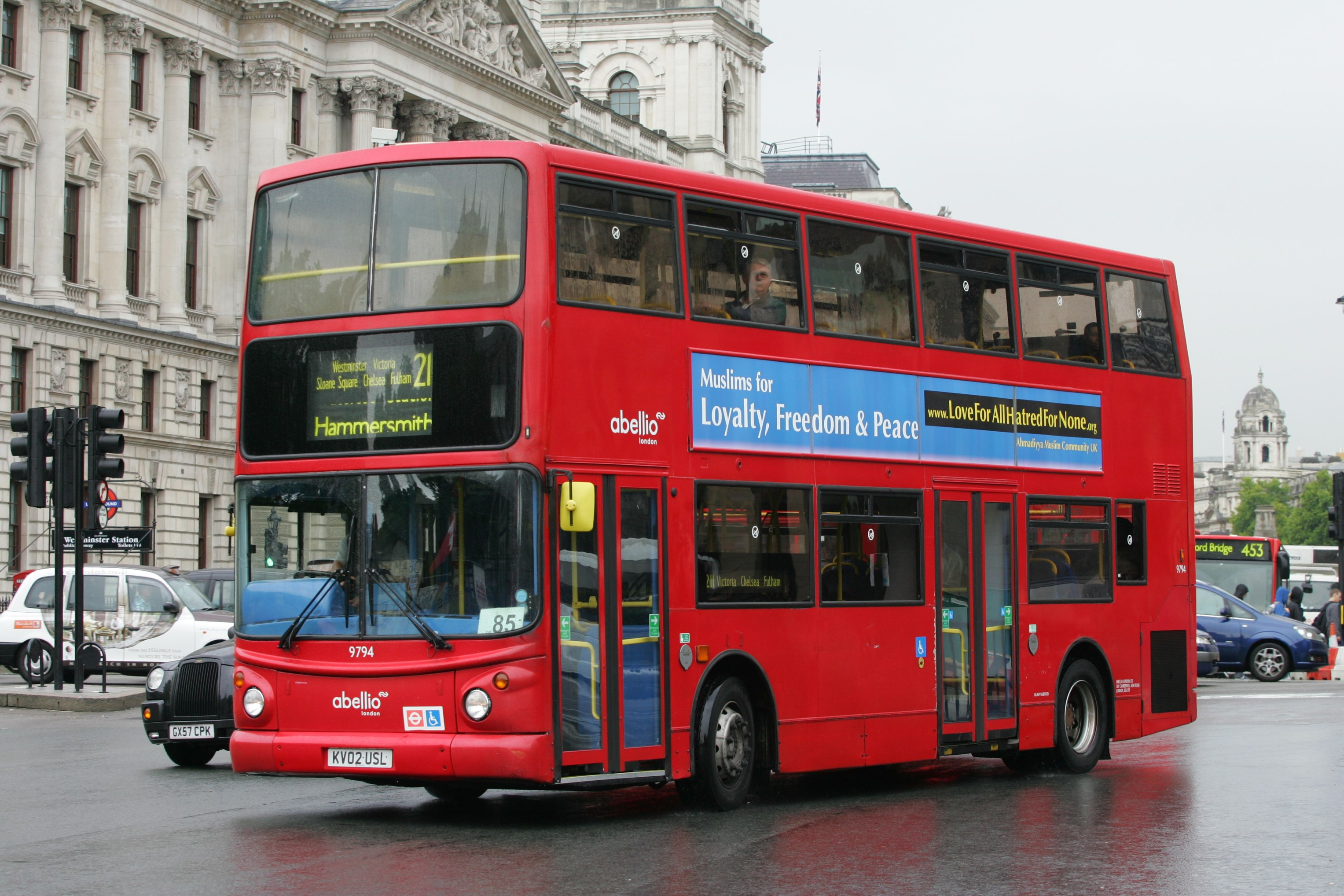
ロンドンで走行中のトライデント・2。

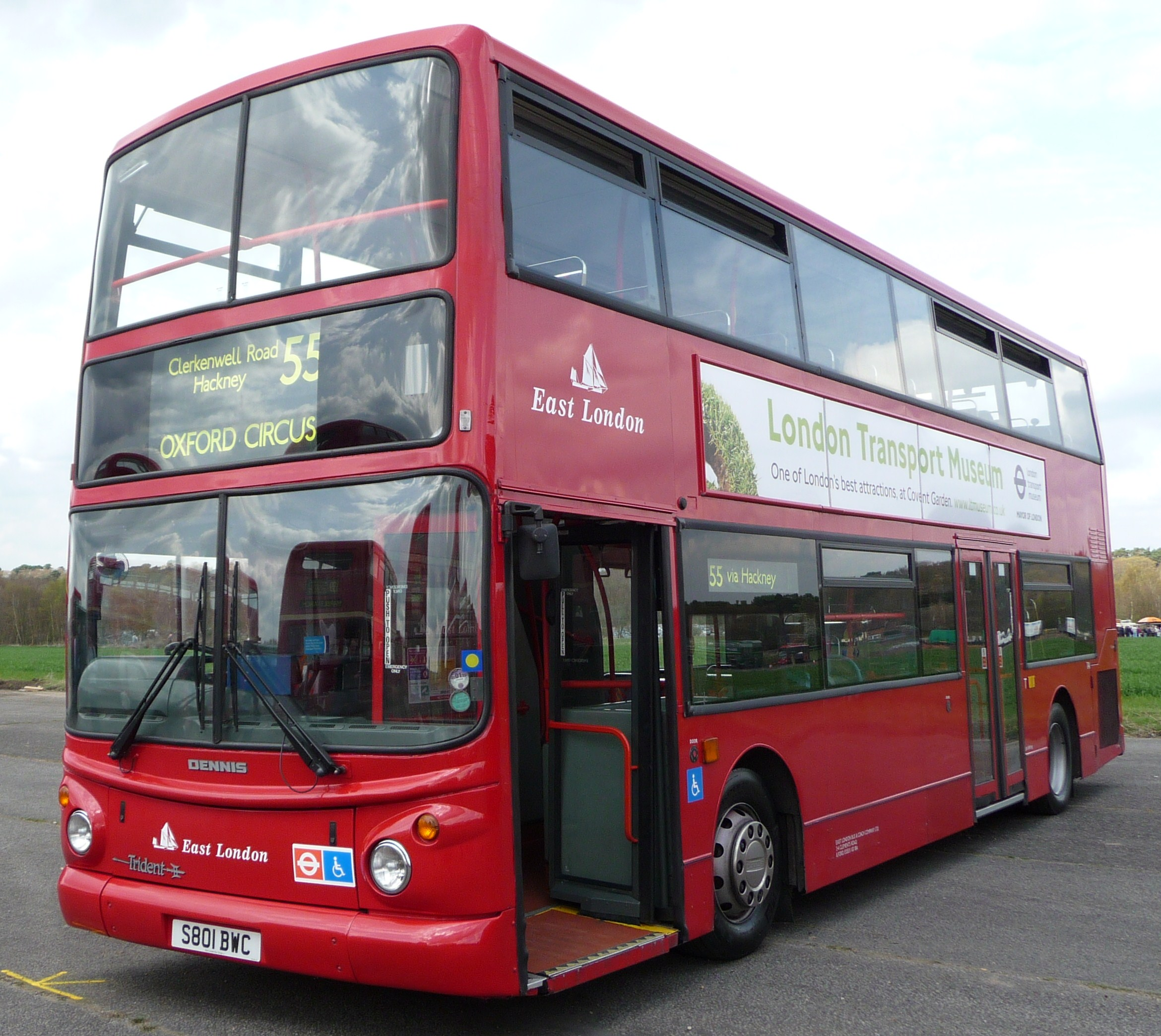
東ロンドンのトライデント・2。

トライデント・2（Trident 2）は、イギリスの2軸二階建てノンステップバスである。
2001年がらトランシバス社（Transbus）に、2004年よりアレクサンダー・デニス社に生産が変更された。

## 概要
総生産台数は3000台を上回り、全てイギリス本土にて使われている。寒冷地のイギリス本土向けの設計であるため、通常は冷房装置を持たない。
一方、香港などの亜熱帯地域向けに、冷房装置を持つ3車軸のデニス・トライデント・3がある。カナダなどの寒冷地にも冷房装置のあるデニス・トライデント・3が導入された実績がある。
本製品のイギリス本土各地での普及により、AEC・ルートマスターの引退を加速させた。
本製品の後継車種であるエンバイロ・400の生産が2005年より始まったが、本製品はそれ以降も2006年まで生産されていた。

## テロ事件による被害

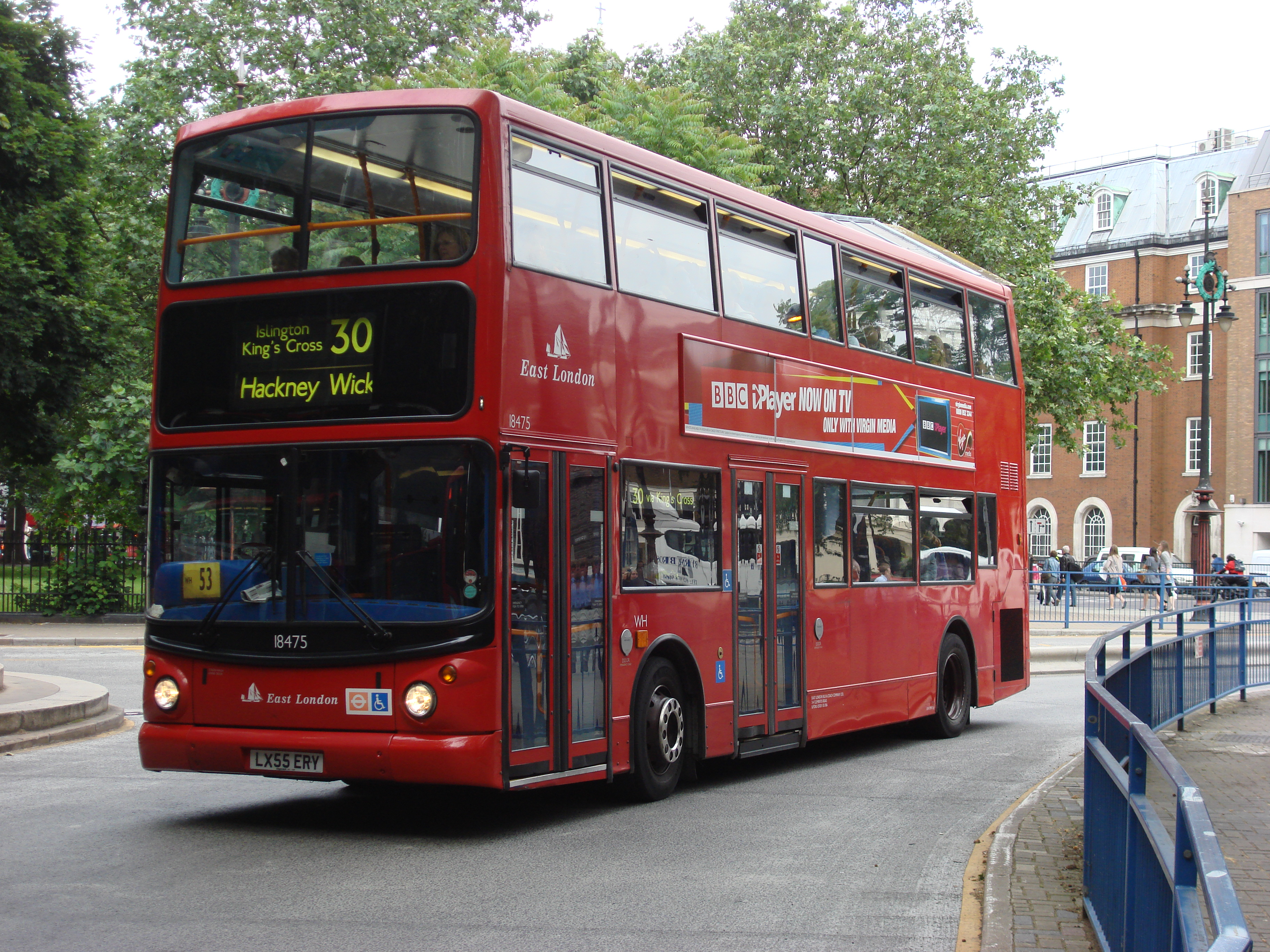
ロンドン同時爆破事件で爆破されたバス路線のひとつ、系統30、バスも同じタイプのトライデント・2。

2005年7月7日午前9時47分頃（現地時間）に発生したロンドン同時爆破事件で、大英博物館のあるラッセル広場近くのタビストック・スクエアで系統30を走行中のトライデント・2バス1台が爆発し、屋根を含めて2階部分が完全に吹き飛び、犠牲者も出た。。
そのバスはエンバイロ・400の車体を利用して修復され、ロンドンのスピリット（Spirit of London）という名前がロンドンの住民に呼ばれている。
ロンドン同時爆破事件で爆破された3台のバスの中でトライデント・2が2台を占め、全てはステージコーチ・ロンドン社（Stagecoach London）が所有していた。